# محمدرضا کبودراهنگی ( بازیکن کبدی )
محمدرضا کبودراهنگی زاده ۱۷ اردیبهشت ۱۳۸۰؛ کبودراهنگ، همدان بازیکن کبدی اهل ایران است که در تیم کبدی Tamil Thalaivas در لیگ پرو کبدی هند و تیم ملی کبدی مردان ایران مشغول فعالیت است.

## فعالیت حرفه‌ای ورزشی
حضور در تیم ملی جوانان ایران و بزرگ سالان کبدی ایران و قهرمانی‌های متعدد در تیم ملی کبدی ایران را داشته است.
حضور در مسابقات چمپیون شیپ بوسان کره جنوبی ۲۰۲۳
حضور در المپیک آسیایی هانگژو چین ۲۰۲۲
حضور در لیگ ستارگان هندوستان(pro kabaddi)
حضور در سوپر لیگ سال ۱۳۹۷ با تیم شهرستان کبودراهنگ

## افتخارهای ورزشی
نایب قهرمانی بازی‌های آسیای هانگژو چین ۲۰۲۲
نایب قهرمانی چمپیون شیپ بوسان کره جنوبی ۲۰۲۳
مدال طلا جوانان جهان کیش ۲۰۱۹
مدال طلا مسابقات بین‌المللی شبستر ۲۰۱۹
نایب قهرمانی سوپر لیگ ایران ۱۳۹۷ با تیم شهرستان کبودراهنگ